# Quadrivecteur potentiel
En physique, le quadrivecteur potentiel ou quadri-potentiel ou encore champ de jauge, noté en général {\displaystyle A^{\mu }} avec {\displaystyle \mu =0,1,2,3} indice muet, est un vecteur à quatre composantes défini par {\displaystyle A^{\mu }={\begin{pmatrix}{\frac {\phi }{c}}\\{\vec {A}}\end{pmatrix}}} où {\displaystyle \phi } désigne le potentiel scalaire (aussi noté V), c la vitesse de la lumière dans le vide, et {\displaystyle {\vec {A}}} le potentiel vecteur qui dépend du choix du système de coordonnées. Par exemple, en coordonnées cartésiennes, ce dernier est représenté par {\displaystyle {\begin{pmatrix}A_{x}\\A_{y}\\A_{z}\end{pmatrix}}}, ce qui rend au total pour le quadri-vecteur {\displaystyle A^{\mu }={\begin{pmatrix}A^{0}\\A^{1}\\A^{2}\\A^{3}\end{pmatrix}}={\begin{pmatrix}{\frac {\phi }{c}}\\A_{x}\\A_{y}\\A_{z}\end{pmatrix}}}.
Il est utilisé notamment en relativité restreinte et en mécanique quantique relativiste. 

## Définitions
Le quadri-potentiel dépend des coordonnées de l'espace-temps soit {\displaystyle A^{\mu }=A^{\mu }(x^{\nu })} où {\displaystyle x^{\nu }={\begin{pmatrix}ct\\{\vec {r}}\end{pmatrix}}} est le quadri-vecteur espace-temps, soit en coordonnées cartésiennes {\displaystyle x^{\nu }={\begin{pmatrix}ct\\x\\y\\z\end{pmatrix}}}. Finalement, le champ de jauge s'écrit {\displaystyle A^{\mu }(x^{\nu })={\begin{pmatrix}\phi ({\vec {r}},t)/c\\{\vec {A}}({\vec {r}},t)\end{pmatrix}}}. En cartésien, obtient l'extension totale {\displaystyle A^{\mu }(x^{\nu })={\begin{pmatrix}\phi (x,y,z,t)/c\\A_{x}(x,y,z,t)\\A_{y}(x,y,z,t)\\A_{z}(x,y,z,t)\end{pmatrix}}}
Le potentiel scalaire est défini par {\displaystyle \phi (x^{\nu })=\phi ({\vec {r}},t)={\frac {1}{4\pi \epsilon _{0}}}\int _{V'}{\frac {\rho ({\vec {r'}},t')|_{t'=t-|{\vec {r}}-{\vec {r'}}|/c}}{|{\vec {r}}-{\vec {r'}}|}}dV'}
Le potentiel vecteur est défini par {\displaystyle {\vec {A}}(x^{\nu })={\vec {A}}({\vec {r}},t)={\frac {\mu _{0}}{4\pi }}\int _{V'}{\frac {{\vec {j}}({\vec {r'}},t')|_{t'=t-|{\vec {r}}-{\vec {r'}}|/c}}{|{\vec {r}}-{\vec {r'}}|}}dV'}
où {\displaystyle \rho ({\vec {r'}},t')} désigne la densité de charge et {\displaystyle {\vec {j}}({\vec {r'}},t')} la densité de courant dans le volume V' considéré. Le temps t'  désigne le temps retardé ou temps au niveau de la source puisque le champ se propage à la vitesse c, donc le champ émis par la source en {\displaystyle {\vec {r'}}} au temps t' se fera ressentir en {\displaystyle {\vec {r}}} au temps {\displaystyle t=t'+|{\vec {r}}-{\vec {r'}}|/c} .

## Équations
À partir des équations de Maxwell relativistes, si on choisit la jauge de Lorenz, qui peut être définie par {\displaystyle \partial _{\mu }A^{\mu }(x^{\nu })=0}, soit {\displaystyle {\frac {1}{c^{2}}}{\frac {\partial \phi }{\partial t}}+{\text{div}}{\vec {A}}=0} on aboutit aux 4 équations suivantes :
{\displaystyle \partial _{\alpha }\partial ^{\alpha }A^{\mu }(x^{\nu })=\mu _{0}J^{\mu }(x^{\nu })}
où 
- {\displaystyle \partial _{\alpha }={\frac {\partial }{\partial x^{\alpha }}}=\left({\frac {1}{c}}{\frac {\partial }{\partial t}},{\vec {\nabla }}\right)} désigne le quadrivecteur gradient covariant, et {\displaystyle \partial ^{\alpha }={\begin{pmatrix}{\frac {1}{c}}{\frac {\partial }{\partial t}}\\-{\vec {\nabla }}\end{pmatrix}}} son équivalent contravariant. En effet, {\displaystyle \partial ^{\alpha }=\sum _{\beta =0}^{3}\eta ^{\alpha \beta }\partial _{\beta }}  avec {\displaystyle \eta ^{\alpha \beta }} la métrique de Minkowski en signature (+,-,-,-).
- La répétition des indices implique la somme des termes suivant la convention d'Einstein {\displaystyle x_{\mu }y^{\mu }=\sum _{\mu =0}^{3}x_{\mu }y^{\mu }}. Ceci entraîne que {\displaystyle \partial _{\alpha }\partial ^{\alpha }=\Box ={\frac {1}{c^{2}}}{\frac {\partial ^{2}}{\partial t^{2}}}-\Delta } qui n'est autre que l'opérateur d'alembertien.
- {\displaystyle \mu _{0}={\frac {1}{\epsilon _{0}c^{2}}}} désigne la perméabilité du vide
- {\displaystyle J^{\mu }(x^{\nu })=\rho _{0}V^{\mu }(x^{\nu })=\rho _{0}\gamma (c,{\vec {v}})=\gamma (c\rho _{0},{\vec {j_{0}}})=(c\rho ,{\vec {j}})} représente le quadrivecteur densité de courant.

Pour {\displaystyle \mu =0} on trouve l'équation {\displaystyle \square \phi ={\frac {\rho }{\epsilon _{0}}}} qui correspond à l'équation de Maxwell dans le vide {\displaystyle {\text{div}}{\vec {E}}={\frac {\rho }{\epsilon _{0}}}}. 
En effet, {\displaystyle \square \phi ={\frac {1}{c^{2}}}{\frac {\partial ^{2}\phi }{\partial t^{2}}}-\Delta \phi ={\frac {1}{c^{2}}}{\frac {\partial ^{2}\phi }{\partial t^{2}}}-{\text{div}}({\vec {\text{grad}}}\ \phi )=-{\frac {\partial }{\partial t}}({\text{div}}{\vec {A}})-{\text{div}}({\vec {\text{grad}}}\ \phi )={\text{div}}\left(-{\vec {\text{grad}}}\ \phi -{\frac {\partial {\vec {A}}}{\partial t}}\right)={\text{div}}{\vec {E}}}
Pour {\displaystyle \mu =1,2,3} on trouve l'équation {\displaystyle \square {\vec {A}}=\mu _{0}{\vec {j}}} qui correspond à l'équation de Maxwell dans le vide {\displaystyle {\vec {\text{rot}}}{\vec {H}}={\vec {j}}+{\frac {\partial {\vec {D}}}{\partial t}}}. 
En effet, {\displaystyle \square {\vec {A}}={\frac {1}{c^{2}}}{\frac {\partial ^{2}{\vec {A}}}{\partial t^{2}}}-\Delta {\vec {A}}={\frac {1}{c^{2}}}{\frac {\partial ^{2}{\vec {A}}}{\partial t^{2}}}+{\vec {\text{rot}}}({\vec {\text{rot}}}{\vec {A}})-{\vec {\text{grad}}}({\text{div}}{\vec {A}})={\frac {1}{c^{2}}}{\frac {\partial ^{2}{\vec {A}}}{\partial t^{2}}}+{\vec {\text{rot}}}\ {\vec {B}}+{\frac {1}{c^{2}}}{\vec {\text{grad}}}({\frac {\partial \phi }{\partial t}})={\vec {\text{rot}}}\ {\vec {B}}+{\frac {1}{c^{2}}}{\frac {\partial }{\partial t}}\left({\vec {\text{grad}}}\ \phi +{\frac {\partial {\vec {A}}}{\partial t}}\right)={\vec {\text{rot}}}\ {\vec {B}}-\epsilon _{0}\mu _{0}{\frac {\partial {\vec {E}}}{\partial t}}=\mu _{0}\left({\vec {\text{rot}}}{\vec {H}}-{\frac {\partial {\vec {D}}}{\partial t}}\right)}

## Propriétés sous transformation de Lorentz
Tout vecteur à quatre composantes ne définit pas forcément un quadrivecteur en physique relativiste. La base est le principe de relativité combiné à la constante de la vitesse de la lumière dans le vide, ce qui se traduit par le fait que tout quadrivecteur doit se transformer suivant la transformation de Lorentz (symbolisé par le tenseur de Lorentz {\displaystyle {\Lambda {}^{\mu }}_{\nu }}) par changement de référentiel galiléen . Ainsi, lors du changement de référentiel, soit les coordonnées se transforment par la transformation de Lorentz et le quadrivecteur reste inchangé, soit les coordonnées restent inchangées mais alors c'est le quadrivecteur qui se transforme, les deux opérations menant au même résultat: {\displaystyle P^{\mu }(x^{\nu })=P^{\mu }(\Lambda _{\xi }^{\nu }x^{\xi })=\Lambda _{\xi }^{\mu }P^{\xi }(x^{\nu })} . De même, si {\displaystyle P^{\xi }(x^{\nu })} est un quadrivecteur, alors {\displaystyle \Lambda _{\xi }^{\mu }P^{\xi }(x^{\nu })} est encore un quadrivecteur puisque la physique reste inchangée par changement de référentiel (indépendant de l'observateur). Pour des exemples de calcul, voir l'article calculs relativistes.   
Le d'alembertien est un opérateur différentiel qui a la propriété d'être inchangé quand on change de référentiel en relativité restreinte. En termes plus mathématiques, il est invariant par transformation de Lorentz. En effet, par définition, {\displaystyle \square =\partial _{\mu }\partial ^{\mu }=\eta _{\mu \nu }\partial ^{\nu }\partial ^{\mu }}, or puisque le quadrivecteur gradient obéit à la propriété ci-dessus d'un quadrivecteur, par changement de coordonnées, {\displaystyle {\Lambda ^{\nu }}_{\rho }\partial ^{\rho }} est encore un quadrivecteur gradient, or la quantité {\displaystyle \eta _{\mu \nu }({\Lambda ^{\nu }}_{\rho }\partial ^{\rho })({\Lambda ^{\mu }}_{\sigma }\partial ^{\sigma })=(\eta _{\mu \nu }{\Lambda ^{\nu }}_{\rho }{\Lambda ^{\mu }}_{\sigma })\partial ^{\rho }\partial ^{\sigma }=\eta _{\sigma \rho }\partial ^{\rho }\partial ^{\sigma }=\partial _{\sigma }\partial ^{\sigma }=\square } redonne exactement la même expression du d'alembertien. Grâce à cette propriété, on montre aussi que les équations de Maxwell restent invariantes par transformation de Lorentz. 